# Shaft (album)
Az 1971-es Shaft Isaac Hayes dupla nagylemeze. Az album a Metro-Goldwyn-Mayer 1971-es Shaft című film betétdalait tartalmazza. Főleg instrumentális dalok hallhatók rajta, kivéve a Soulsville, Do Your Thing és Theme from Shaft dalokat. A lemez kereskedelmi és kritikai siker volt, Hayes legismertebb munkája lett, és a Stax kiadó legeladottabb LP-je. Szerepel az 1001 lemez, amit hallanod kell, mielőtt meghalsz című könyvben.

## Az album dalai
| 1. | Theme from Shaft (énekkel) | Isaac Hayes | 4:39 |
| 2. | Bumpy’s Lament             | Isaac Hayes | 1:51 |
| 3. | Walk from Regio's          | Isaac Hayes | 2:24 |
| 4. | Ellie’s Love Theme         | Isaac Hayes | 3:18 |
| 5. | Shaft’s Cab Ride           | Isaac Hayes | 1:10 |

| 1. | Cafe Regio’s         | Isaac Hayes | 6:10 |
| 2. | Early Sunday Morning | Isaac Hayes | 3:49 |
| 3. | Be Yourself          | Isaac Hayes | 4:30 |
| 4. | A Friend’s Place     | Isaac Hayes | 3:24 |

| 1. | Soulsville (énekkel) | Isaac Hayes | 3:48 |
| 2. | No Name Bar          | Isaac Hayes | 6:11 |
| 3. | Bumpy’s Blues        | Isaac Hayes | 4:04 |
| 4. | Shaft Strikes Again  | Isaac Hayes | 3:04 |

| 1. | Do Your Thing (énekkel) | Isaac Hayes | 19:30 |
| 2. | The End Theme           | Isaac Hayes | 1:56  |

## Helyezések

### Album
| Lista                  | Helyezés |
| ---------------------- | -------- |
| Billboard 200          | 1        |
| Billboard Black Albums | 1        |
| Billboard Jazz Albums  | 1        |

### Kislemezek
| Kislemez         | Lista                                | Helyezés |
| ---------------- | ------------------------------------ | -------- |
| Theme from Shaft | Billboard Hot 100                    | 1        |
| Theme from Shaft | Billboard Black Singles              | 2        |
| Theme from Shaft | Billboard Adult Contemporary Singles | 6        |

## Díjak
- Shaft

- Grammy-díj a legjobb filmre vagy TV-műsorra írt instrumentális zenéért (Isaac Hayes részére)

- Theme from Shaft

- Grammy-díj a legjobb hangmérnöknek, nem klasszikus felvételek (Dave Purple, Henry Bush és Ron Capone részére)
- Grammy-díj a legjobb instrumentális hangszerelésért (Isaac Hayes és Johnny Allen részére)

## Közreműködők
- Isaac Hayes – ének, billentyűk, dalszöveg, hangszerelés
- Pat Lewis, Rose Williams, Telma Hopkins – háttérvokál
- The Bar-Kays és a The Isaac Hayes Movement

- Lester Snell – elektromos zongora
- James Alexander – basszusgitár
- Charles Pitts – gitár
- Michael Toles – gitár
- Williew Hall – dob
- Gary Jones – konga
- Richard "Johnny" Davis – trombita
- John Fonville – fuvola

## Fordítás
Ez a szócikk részben vagy egészben a Shaft (album) című angol Wikipédia-szócikk ezen változatának fordításán alapul.  Az eredeti cikk szerkesztőit annak laptörténete sorolja fel. Ez a jelzés csupán a megfogalmazás eredetét és a szerzői jogokat jelzi, nem szolgál a cikkben szereplő információk forrásmegjelöléseként.